# Jaime Bassa
Jaime Andrés Bassa Mercado (Santiago, 31 de marzo de 1977) es un abogado constitucionalista y político chileno. Entre julio de 2021 y julio de 2022 se desempeñó como convencional constituyente en representación del distrito n° 7 de la región de Valparaíso. Ejerció como vicepresidente de dicha Convención Constitucional de Chile, institución representativa creada para la redacción de la propuesta de Constitución que se sometió a un plebiscito en el marco del proceso constituyente, propuesta que terminó siendo rechazada.

## Biografía

### Estudios
Nacido en 1977, cursó sus estudios primarios y secundarios en el colegio particular Andrée English School. Hizo su formación de pregrado en la Facultad de Derecho de la Pontificia Universidad Católica de Chile (PUC), de donde egresó como abogado. Asimismo, realizó un magíster en derecho de la Universidad de Chile, un magíster en filosofía de la Universidad de Valparaíso y un doctorado en derecho de la Universidad de Barcelona, España.

### Carrera profesional
Ejerce como profesor de derecho constitucional en la Universidad de Valparaíso, donde también es director del Departamento de Derecho Público. Además, es director del Centro de Estudios Políticos y Constitucionales de Valparaíso.

## Vida personal
Es padre de tres hijos. A mediados de 2024 se confirmó su relación sentimental con la abogada y también exintegrante de la Convención Constitucional, Bárbara Sepúlveda.

## Trayectoria política
En su época de dirigente estudiantil, compitió junto a Sebastián Sichel (entonces DC y posteriormente candidato presidencial oficialista en la elección de 2021), en una misma lista cercana al centro político y a Renovación Nacional (RN) para las elecciones del centro de alumnos de su escuela universitaria, perdiendo finalmente contra la lista de Ernesto Silva (UDI).
Crítico de la Constitución de 1980, defendió la creación de un nuevo proceso constituyente que cumpliese con los requisitos de legitimidad democrática. Fue uno de los coordinadores de la campaña "Marca tu voto" en la región de Valparaíso, que tenía como objetivo impulsar la creación de una asamblea constituyente, y además participó en cabildos y asambleas sobre el tema. También ha tenido intervenciones en distintas comisiones del Congreso de Chile.
Se inscribió como candidato independiente a las elecciones de convencionales constituyentes de 2021 por el distrito  7 (Valparaíso, Concón, Viña del Mar, Algarrobo, Cartagena, Casablanca, El Quisco, El Tabo, San Antonio, Santo Domingo, Isla de Pascua y Juan Fernández), formando parte de la lista Apruebo Dignidad bajo cupo de Convergencia Social. Fue electo como uno de los 155 miembros de la Convención Constitucional, obteniendo la primera mayoría dentro de su distrito.
El 4 de julio de 2021, durante la ceremonia inaugural de la Convención Constitucional, fue elegido vicepresidente de ese organismo. Tras la aprobación del reglamento de la Convención, en octubre de 2021, Bassa se integró a la comisión de sistema político, gobierno, poder legislativo y sistema electoral.

## Obras
- El estado constitucional de derecho: Efectos sobre la Constitución vigente y los derechos sociales (2008)
- La Constitución chilena: Una revisión crítica a su práctica política (2015)
- Constituyentes sin poder: Una crítica a los límites epistémicos del derecho moderno (2019)
- La Constitución que queremos (2020; editor)
- Chile decide: Por una nueva Constitución (2020)

## Historial electoral

### Elecciones de convencionales constituyentes de 2021
- Elecciones de convencionales constituyentes de 2021, para convencional constituyente por el distrito 7 (Algarrobo, Cartagena, Casablanca, Concón, El Quisco, El Tabo, Isla de Pascua, Juan Fernández, San Antonio, Santo Domingo, Valparaíso, Viña del Mar)[17]

| Candidato                  | Pacto               | Partido | Votos  | %    | Resultados   |
| -------------------------- | ------------------- | ------- | ------ | ---- | ------------ |
| Jaime Bassa Mercado        | Apruebo Dignidad    | ILYQ    | 43 507 | 13.1 | Convencional |
| Jorge Arancibia Reyes      | Vamos por Chile     | ILXP    | 21 523 | 6.5  | Convencional |
| Camila Zárate Zárate       | La Lista del Pueblo | ILZN    | 18 939 | 5.7  | Convencional |
| Agustín Squella Narducci   | Lista del Apruebo   | ILYB    | 17 710 | 5.3  | Convencional |
| Tania Madriaga Flores      | La Lista del Pueblo | ILZN    | 15 017 | 4.5  | Convencional |
| Raúl Celis Montt           | Vamos por Chile     | RN      | 13 733 | 4.1  | Convencional |
| Tomás Lagomarsino Guzmán   | La Lista del Pueblo | ILZN    | 12 614 | 3.8  |              |
| Luis Cuello Peña y Lillo   | Apruebo Dignidad    | PCCh    | 12 199 | 3.7  |              |
| Juan Rodríguez Oyarzún     | Vamos por Chile     | ILXP    | 12 075 | 3.6  |              |
| Cristián Bellei Carvacho   | Apruebo Dignidad    | ILYQ    | 9802   | 3.0  |              |
| Constanza Valdés Contreras | Apruebo Dignidad    | COM     | 6634   | 2.0  |              |
| Hotuiti Teao Drago         | Vamos por Chile     | ILXP    | 4974   | 1.5  |              |
| Pedro Cayuqueo Millaqueo   | Lista del Apruebo   | ILYB    | 4761   | 1.4  |              |
| María José Oyarzún Solís   | Apruebo Dignidad    | RD      | 2584   | 0.8  | Convencional |